# Ochthochloa compressa
Ochthochloa compressa är en gräsart som först beskrevs av Peter Forsskål, och fick sitt nu gällande namn av Hilu. Ochthochloa compressa ingår i släktet Ochthochloa och familjen gräs. Inga underarter finns listade i Catalogue of Life.